# (36923) 2000 SK211
2000 SK211 (asteroide 36923) é um asteroide da cintura principal. Possui uma excentricidade de 0.16804000 e uma inclinação de 6.91742º.
Este asteroide foi descoberto no dia 25 de setembro de 2000 por LINEAR em Socorro.